# Bernard Wilkinson
Bernard Wilkinson Pickles (ur. 12 września 1879 w Thorpe Hesley, zm. 28 maja 1949 w Sheffield) – angielski piłkarz występujący na pozycji obrońcy.
W barwach Sheffield United rozegrał 372 spotkania i zdobył 14 bramek w Division One. Zadebiutował w tych rozgrywkach 24 marca 1900 w wygranym 1:0 meczu z Preston North End. Pierwszego gola w Division One strzelił 25 grudnia 1903 w zremisowanym 2:2 meczu przeciwko Newcastle United.
W 1902 roku zwyciężył z Sheffield w rozgrywkach Pucharu Anglii.
W reprezentacji Anglii wystąpił jeden raz, 9 kwietnia 1904 w wygranym 1:0 meczu British Home Championship przeciwko Szkocji.